# Angela Ahrendts
Angela Ahrendts est une cheffe d'entreprise américaine, née le 12 juin 1960 à New Palestine dans l'Indiana.
Elle fait carrière dans l'industrie de la mode. Après avoir notamment travaillé pour Donna Karan et Liz Claiborne, Ahrendts est nommée CEO de la marque de prêt-à-porter britannique Burberry de 2006 à 2014. Elle est vice-présidente senior chargée des boutiques Apple et des ventes en ligne de 2014 à 2019. 

## Biographie

### Jeunesse et formation
Angela Ahrendts grandit à New Palestine, une petite ville proche d'Indianapolis, avec ses cinq frères et sœurs. Sa mère a exercé l'activité de mannequin dans la région avant d'épouser Richard Ahrendts, qui dirige une petite entreprise,. Elle s'intéresse à la mode et commence à coudre ses propres vêtements durant son enfance,. Elle pense devenir styliste, mais se réoriente au cours de ses études à l'université d'État de Ball,. En 1981, elle obtient une licence (Bachelor of Arts) en marketing et merchandising,.

### Début de carrière
Angela Ahrendts s'installe à New York où elle fait carrière dans l'industrie de la mode. Elle préside la firme Donna Karan International (en) entre 1989 et 1996. Elle est recrutée en tant que vice-présidente exécutive par Les Wexner de Limited Brands, qui souhaite étendre le réseau du détaillant Henri Bendel. Il prévoit l'ouverture de nouvelles boutiques à travers les États-Unis mais, après 18 mois, l'initiative est interrompue par le conseil d'administration,. Ahrendts intègre en 1998 le groupe de prêt-à-porter Liz Claiborne (qui a adopté le nom Fifth & Pacific Companies (en) en 2012). Elle supervise l'acquisition de différentes marques, notamment Juicy Couture et Lucky Brand Jeans (en), et est chargée des lignes masculines et féminines de Liz Claiborne, dont elle devient vice-présidente senior en 2001,.

### Burberry
Ahrendts est choisie par Rose Marie Bravo (en), la présidente de Burberry, pour lui succéder. Après une période de transition, elle est nommée CEO de la firme britannique en juillet 2006. Elle développe la marque sur le marché chinois et lutte contre la contrefaçon. Elle reprend en main le réseau de distribution, augmentant le nombre de boutiques en nom propre, et développe le commerce en ligne,. Ahrendts rachète les licences accordées à d'autres firmes, qui leur permettaient d'utiliser le motif écossais caractéristique de Burberry sur toutes sortes de produits,. Elle travaille étroitement avec le styliste Christopher Bailey, qu'elle a déjà côtoyé chez Donna Karan, et auquel elle confie l'image de la marque,.
En huit ans, le chiffre d'affaires passe de 850 millions à 2 milliards de livres et le cours de l'action Burberry est multiplié par trois. Sous sa direction, 40 % du budget marketing est investi dans le numérique. La firme, qui lance notamment son réseau social Art of Trench, est considérée comme « le groupe de luxe le plus connecté du monde »,. Angela Ahrendts est la « chief executive » le mieux rémunéré parmi les entreprises cotées à l'indice FTSE 100,. Après son départ, Christopher Bailey prend la direction de Burberry.

### Apple
En octobre 2013, elle est recrutée par Apple pour occuper le poste de vice-présidente senior chargée des boutiques de la firme et des ventes en ligne. Elle occupe ce poste depuis le 1er mai 2014. La fonction était jusque-là occupée par intérim par Tim Cook (PDG d'Apple), depuis le renvoi de John Browett en 2012.
En février 2019, Apple annonce qu'Angela Ahrendts quittera Apple en avril 2019 pour « de nouvelles aventures personnelles et professionnelles ». 

## Distinctions
En 2013, elle est nommée dame commandeur de l'Ordre de l'Empire britannique (DBE). N'étant pas de nationalité britannique, elle est décorée à titre honoraire.

## Reconnaissance
Depuis les années 2000, Angela Ahrendts figure régulièrement dans les classements de dirigeants jugés influents par la presse. Son nom apparaît notamment dans la Power List de Time magazine, dans la liste des femmes les plus puissantes du monde de Forbes et le classement International Power 50 établi par Fortune.

## Vie privée
Angela Ahrendts fait la connaissance de son futur mari Gregg Couch à l'école primaire. Après son départ pour New York, ils entretiennent une relation à distance durant 17 ans. Le couple se marie et s'établit à Manhattan. Lorsqu'elle est nommée à la tête de Burberry, elle rejoint le Royaume-Uni avec son mari et leurs trois enfants, ce qui oblige ce dernier à abandonner son entreprise de construction,. Angela Ahrendts est de confession méthodiste,. Elle fonde avec son mari la Ahrendts-Couch Family Foundation, un organisme caritatif auquel elle fait don en 2011 de 50 000 actions de la firme Burberry.